# Sierentz
Sierentz (deutsch Sierenz) ist eine französische Gemeinde mit 4296 Einwohnern (Stand 1. Januar 2022) im Département Haut-Rhin in der Region Grand Est (bis 2015 Elsass). Sie gehört zum Kanton Brunstatt-Didenheim und zum Gemeindeverband Saint-Louis Agglomération.

## Geografie
Die Gemeinde Sierentz liegt in der Oberrheinischen Tiefebene am südwestlichen Rand des Harthwalds zwischen Mülhausen (23 km entfernt) und der Schweizer Stadt Basel (17 km entfernt).

## Geschichte
Durch Ausgrabungen konnte eine Besiedlung der Örtlichkeit aus dem Neolithikum um 5000 v. Chr. nachgewiesen werden.
In der Zeit der Römer kreuzten sich in Sierentz zwei Verkehrswege in Ost-West- und Nord-Süd-Richtung. Dank ihnen entwickelte sich der Ort zu einem gut frequentierten Handelsplatz.
Ab dem 10. Jahrhundert gehörte Sierenz zum Bistum Basel. 1522 ging die Siedlung an die protestantische Familie Waldner von Freundstein aus Sulz über, die bis zur Französischen Revolution deren Eigentümerin war.
Die heute in Basel ansässige Bankiersfamilie Dreyfus hat ihre Wurzeln in Sierenz. Ihre Angehörigen gehörten zu den rund 200 Mitgliedern der jüdischen Gemeinde, die auch eine Talmudschule und ein Rabbinat unter sich hatte. Von der Synagoge bestehen heute nur noch Überreste. An die Familie erinnert heute der Dreyfusplatz (La Place Dreyfus) im Zentrum der Gemeinde.
Weitere ehemalige Bauten sind die 1839 zerstörte „Hochkirch“ aus dem 7. Jahrhundert, eine Indiennedruckerei und eine Fayencerie.
Bis in die 1960er Jahre existierte am Dorfeingang eine Ziegelei, deren Gebäude heute noch steht. Die Eisenbahnlinie wurde 1840 eröffnet, das Bürgermeisteramt und Schulgebäude (Mairie-école) wurde 1865 gebaut.

### Bevölkerungsentwicklung
| Jahr      | 1962 | 1968 | 1975 | 1982 | 1990 | 1999 | 2006 | 2018 |
| --------- | ---- | ---- | ---- | ---- | ---- | ---- | ---- | ---- |
| Einwohner | 1530 | 1633 | 1711 | 1666 | 2106 | 2442 | 2647 | 3750 |

## Kultur und Sehenswürdigkeiten

### Gebäude
Die Kirche St. Martin wurde 1836 errichtet. Sie ist mit einer Statue des Gekreuzigten aus dem 17. Jahrhundert sowie einem Gemälde des Heiligen Martin ausgestattet. Die 2014 restaurierte Orgel stammt aus dem Jahr 1773; sie verfügt über 20 Register auf zwei Manualen und Pedal.
Der traditionsreiche Gasthof Saint-Laurent (früher Gasthof Krone) war bis 1870 die Ausspanne der Familie Karm.

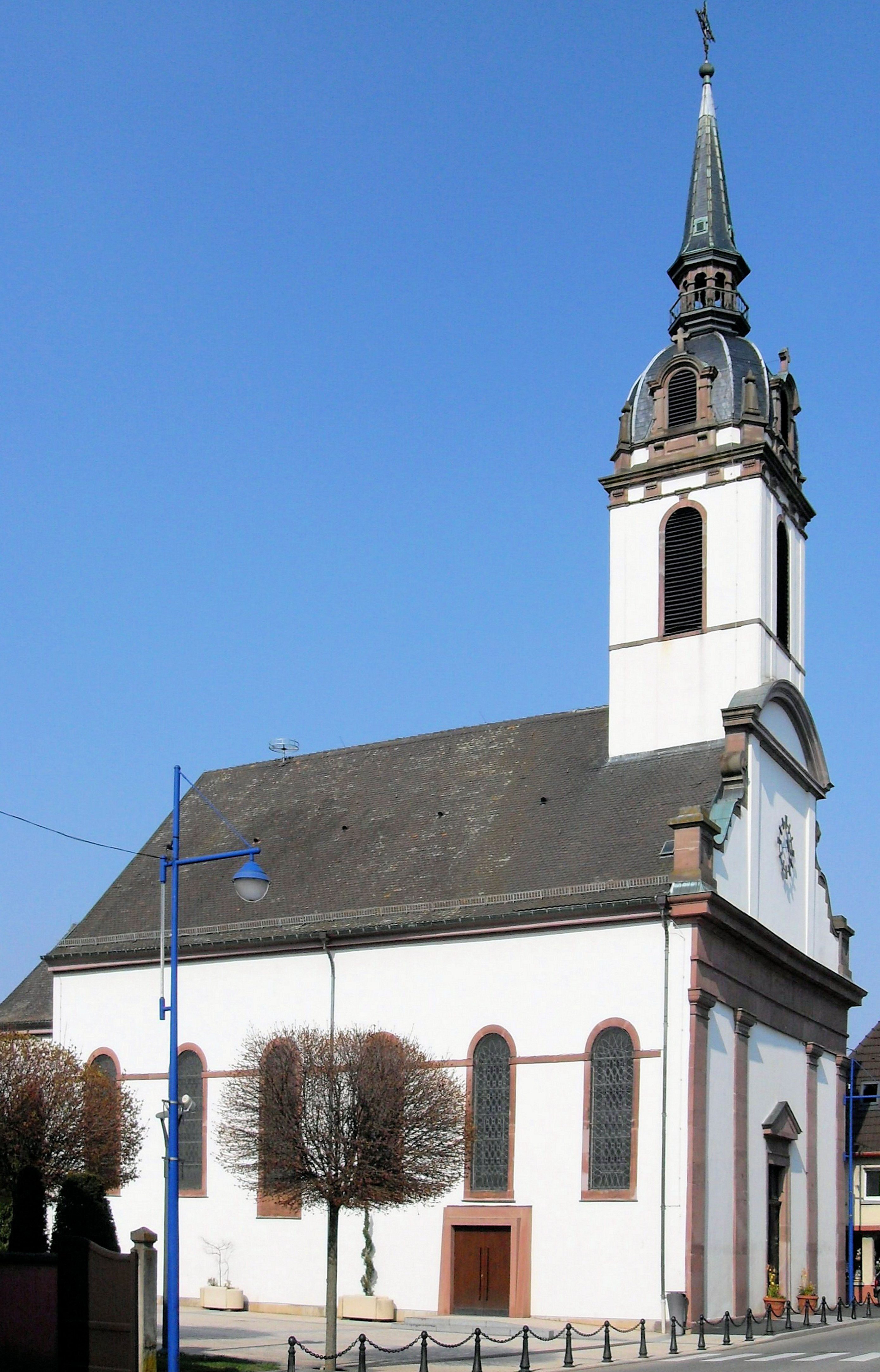
Kirche St. Martin
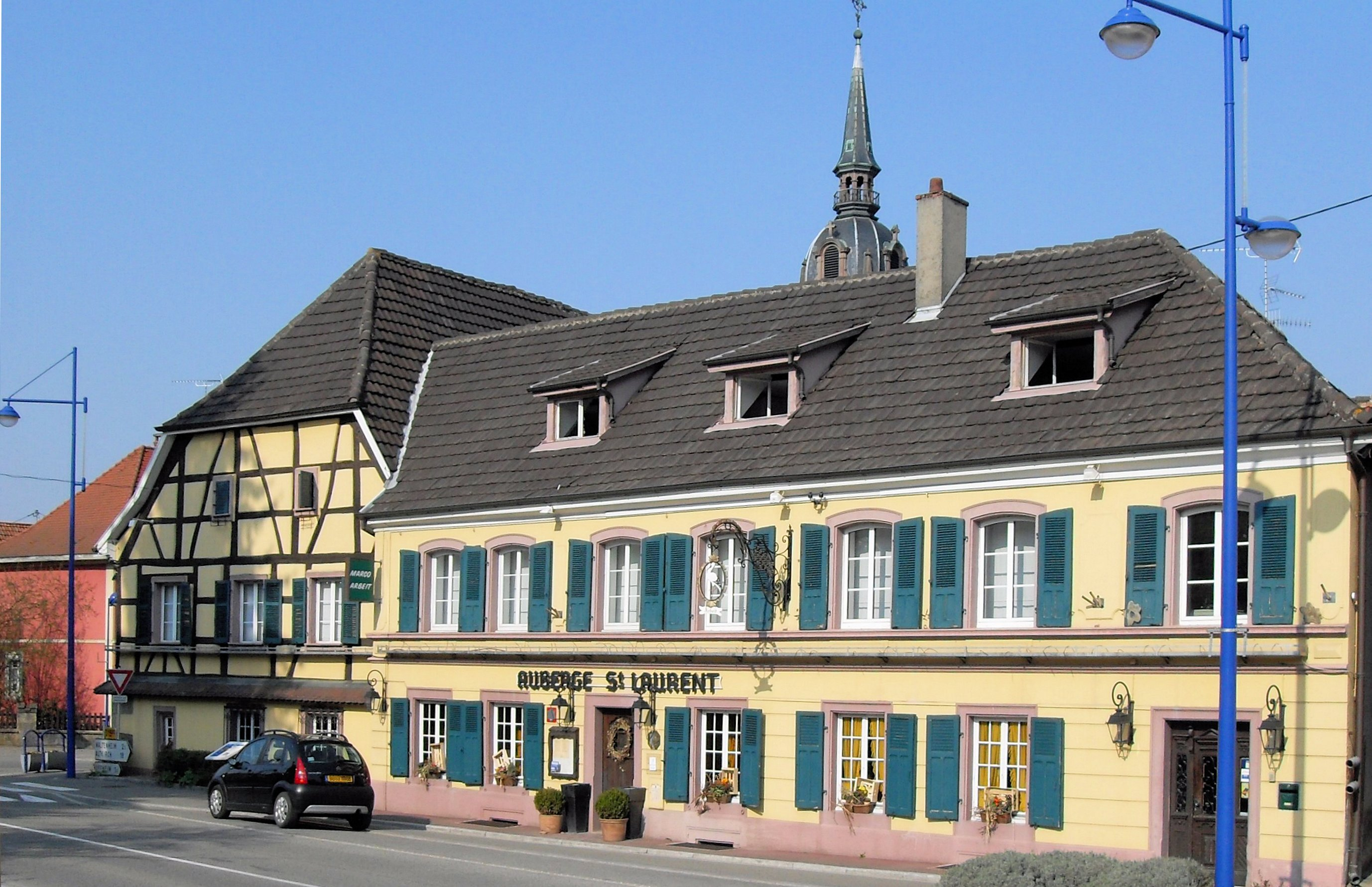
Gasthof Saint-Laurent
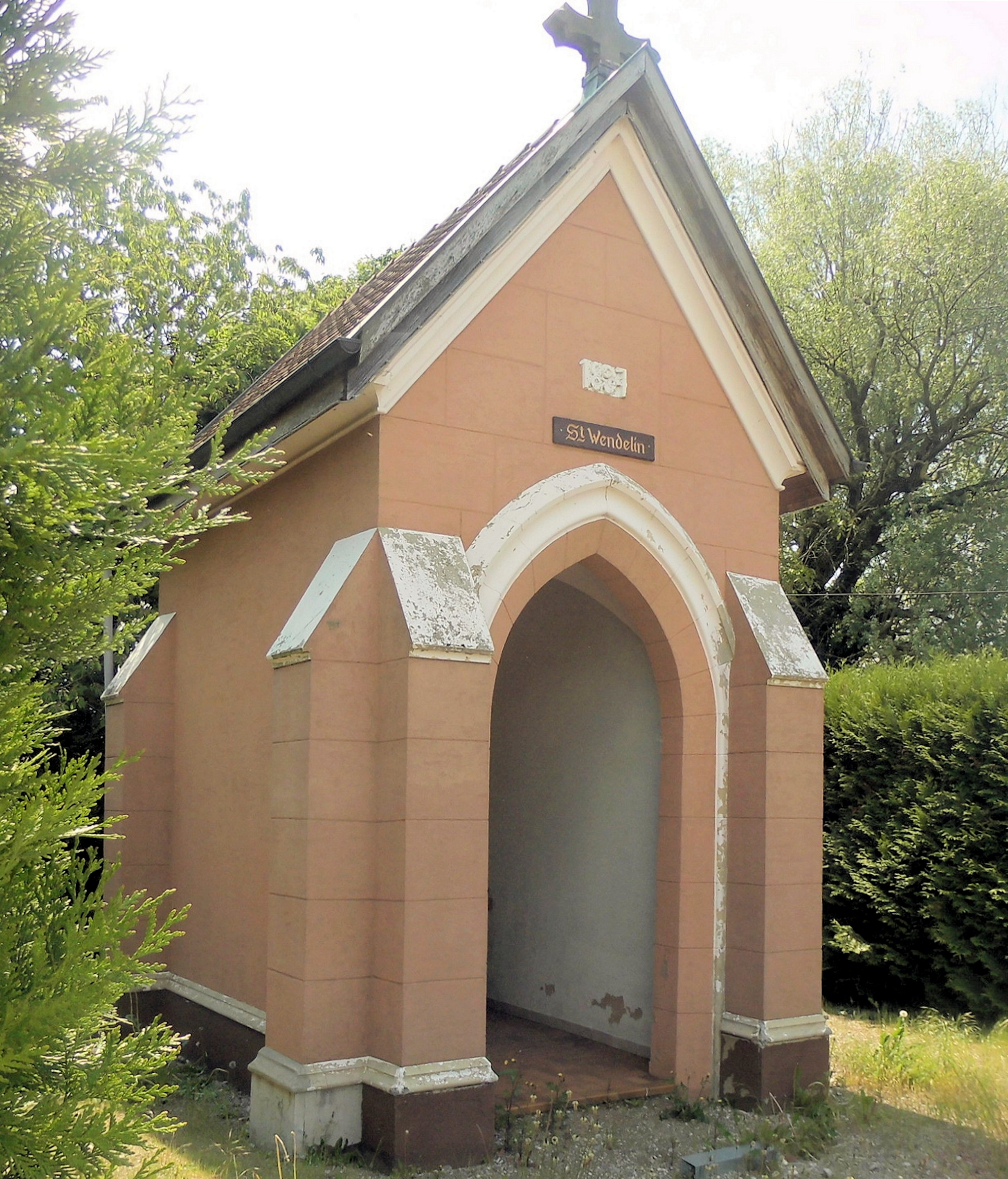
Kapelle St. Wendelin
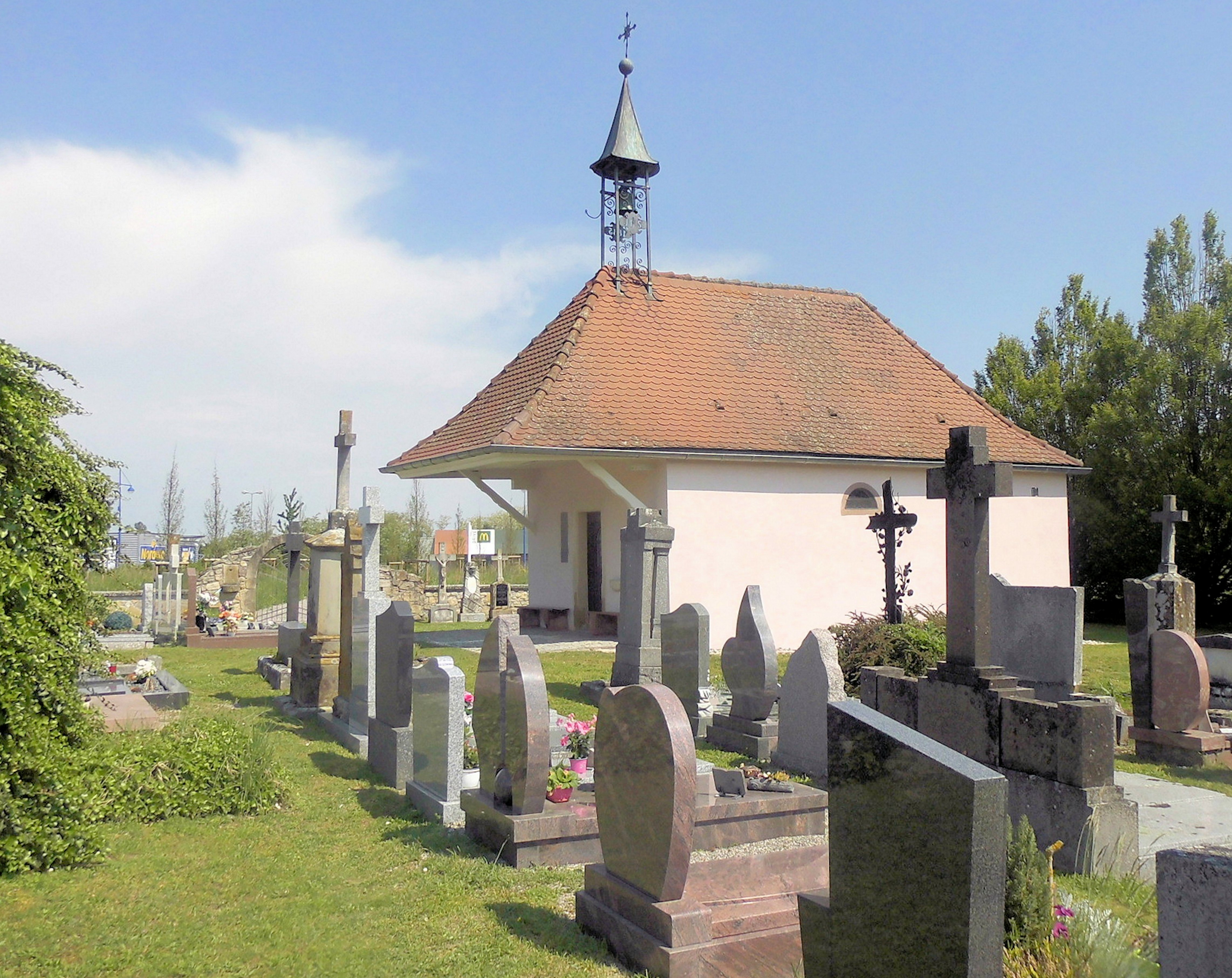
Friedhofskapelle Hochkirch

### Regelmäßige Veranstaltungen
Größtes Fest im Ort ist das jährliche Erntedankfest.

## Wirtschaft und Infrastruktur

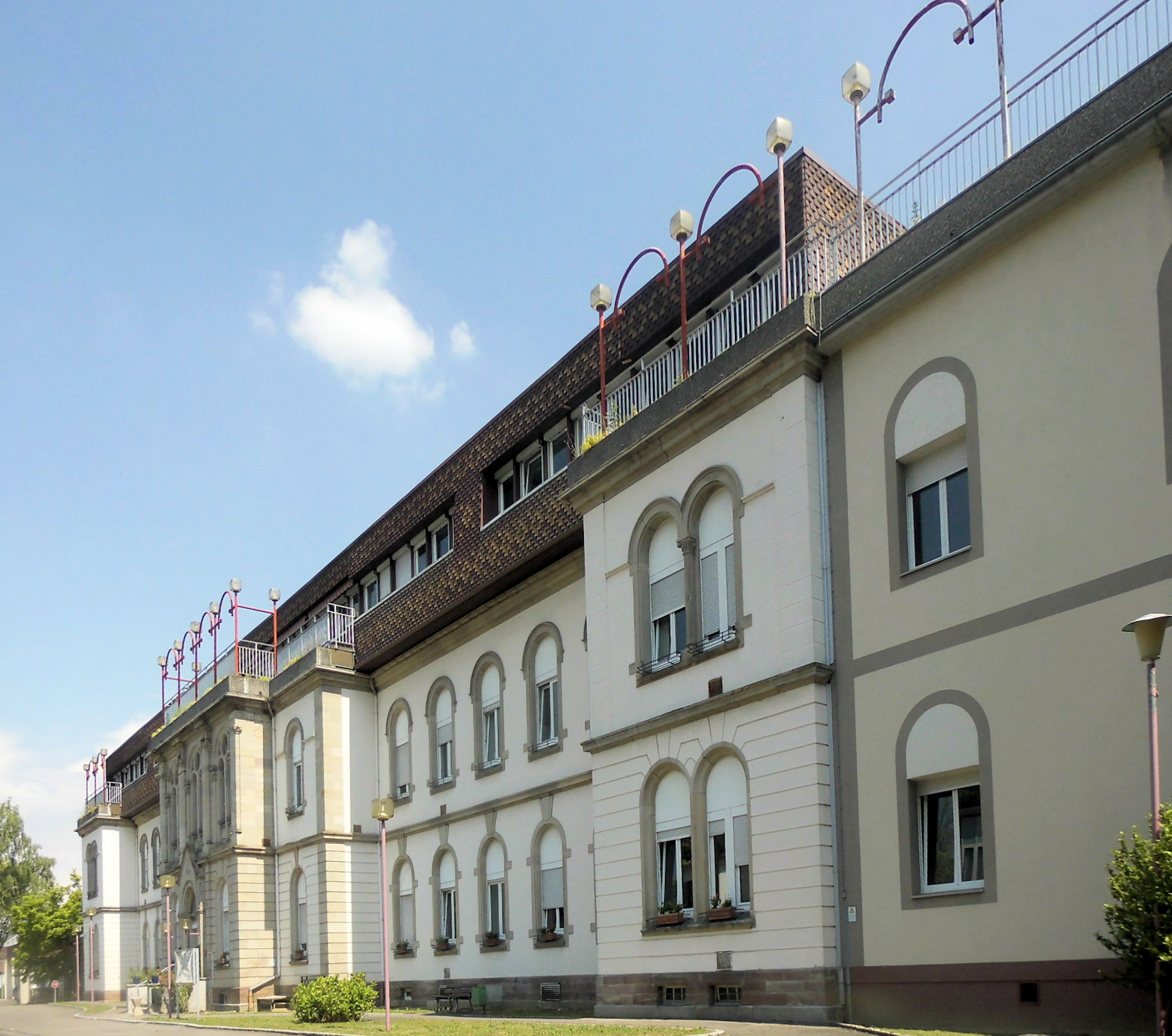
Krankenhaus Sierentz

Sierentz ist zentraler Ort für die nähere Umgebung. Wirtschaftlich von Bedeutung sind die im Ort ansässigen Hotels und Restaurants. Auch Industriebetriebe, Banken, Arztpraxen und das Kleingewerbe sind gut vertreten.
Im 400-kV-Unterwerk wird elektrische Energie für Deutschland, Frankreich und die Schweiz gehandelt.
Dank der guten wirtschaftlichen Lage erhielten die Dorfbewohner den Beinamen „Däusiger“. Das ist elsässische Mundart und bedeutet „Tausender“.

## Verkehr
Sierentz liegt an der Bahnstrecke Strasbourg–Basel und der Autoroute A35 (Anschluss 34). Der Bahnhof wurde von der Linie S1 der S-Bahn Basel bedient und hatte dadurch direkte Zugverbindungen einerseits nach Mülhausen, andererseits über Basel nach Frick und Laufenburg im Schweizer Kanton Aargau. Stand 2024 verkehrt ausschließlich eine TER-Linie der SNCF zwischen Basel SBB und Mulhouse. Eine Wiederaufnahme der Verbindungen über Basel hinaus ist geplant.

## Persönlichkeiten
- Charles Jaeckle (1872–1923), Porträtplastiker
- Klaus Jürgen Bade (* 1944), deutscher Historiker
- Jean-Marie Zoellé (1944–2020), Politiker und Bürgermeister von Saint-Louis
- Mito Loeffler (1961–2011), Jazzgitarrist

## Nachweise
1. ↑  Orgeldatenbank orgel-verzeichnis.de: Sierentz, St-Martin mit Disposition und zahlreichen Abbildungen von Kirche und Orgel
2. ↑   "Zielplan 2030 auf der Website der trireno" Abgerufen am 11. Dezember 2024.